# Duilian

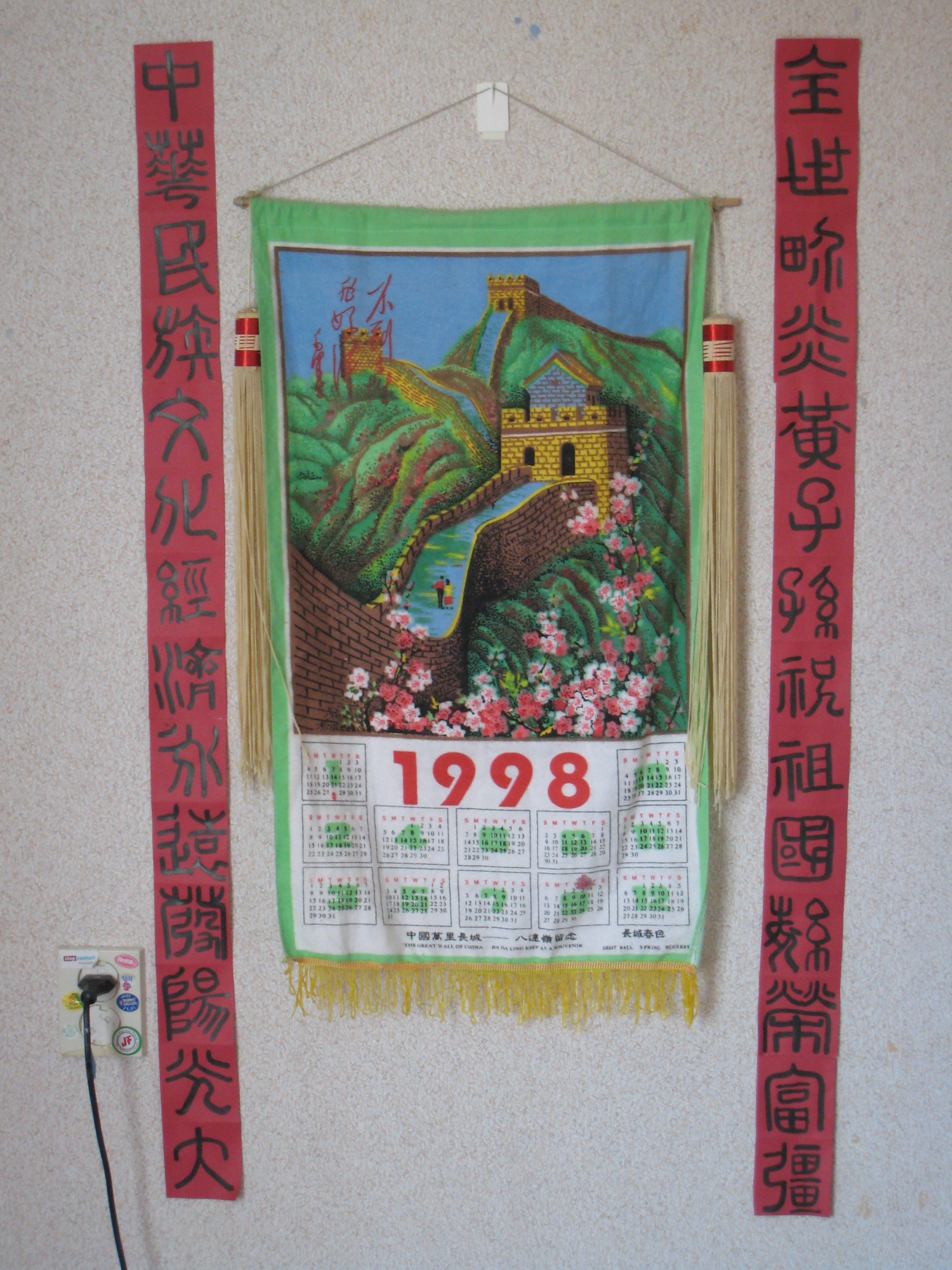
Duilian

Een duilian (spreek uit als [Dwee Ljen]) is een vorm van Chinese poëzie. Het bestaat uit twee zinnen die hetzelfde aantal karakters telt. Het eerste karakter van de eerste (beginzin) en de tweede zin (eindzin) vormen samen een Chinees woord. De twee zinnen moeten ook passen in de Chinese rijm. Ook de betekenis van de zinnen moeten bij elkaar passen. Ze vormen samen een centraal thema. De letterlijke betekenis van de karakters dui (对) en lian (联) zijn ook passend en verenigen.
Duilian ziet men meestal op deuren, zijkanten van de deuren, muren en op zuilen. Ze worden geschreven met Chinese kalligrafie op houten borden of papier. Op hout worden ze soms ook ingekerfd. Sinds de kerstening van Chinezen eind 19e eeuw aan de gang is hebben vele Chinese kerken die ouder dan vijftig jaar zijn meestal een duilian achter het altaar met woorden over het christendom, God, heilige maagd Maria of Jezus. Chinese tempels hebben altijd duilians in de tempelhal, achter het altaar, op de zuilen en houten planken aan de weerszijden van godenbeelden van de traditionele Chinese godsdienst.

## Geschiedenis
De eerste duilian werden omstreeks de Vijf Dynastieën en Tien Koninkrijken ontwikkeld en bestaan dus al meer dan duizend jaar. Het beleefde hoogtepunten tijdens de Ming-dynastie en Qing-dynastie. 

## Varianten
Duilian worden vaak gebruikt om geluk, blijheid, vreugde of droefenis uit te drukken. Verschillende Chinese feestdagen hebben ook ieder een andere duilian.

### Gebruik
- chunlian/春联 voor (Chinees) nieuwjaar
- helian/贺联：　voor vieringen zoals verjaardag, geboorte, etc.
- wanlian//挽联 voor begrafenissen
- zenglin赠联 voor wensen voor jezelf, familie of land
- zimianlian/自勉联 om jezelf aan te moedigen
- hangyelian//行业联 voor op winkels, praktijken, zaken of overheidsgebouwen
- yanzhilin/言志联 om je wil te vertellen

### Plaatsing
- yinlian/楹联 voor op de dwarsbalk boven de deur/poort van een huis, tempel of andere gebouwen
- menlian//门联 voor op de zijkanten van de deur
- zhongtanglian/中堂联 voor op de muur van een woonkamer, centrale hal of citang

## Chinees religieuze duilian
- 求福求寿求平安 en 敬天敬地敬宗祖 = wij bidden om geluk, bidden om lang leven en bidden om vrede & wij vereren de hemel, vereren de aarde en vereren de voorouders
- 保四季风调雨顺 en 佑五方国泰民安 = behoedt ons dat bij de vier jaargetijden de wind en regen gunstig worden & Bescherm ons opdat de hele omgeving een voorspoedig land wordt met een rustige bevolking
- 敬天地风调雨顺 en 谢神灵国泰民安 = vereert de hemel en aarde, de wind en regen worden gunstig & dank aan de heilige geesten voor een voorspoedig land met een rustige bevolking